# Palaeodoxa subignea
Palaeodoxa subignea är en fjärilsart som beskrevs av W. Warren 1907. Palaeodoxa subignea ingår i släktet Palaeodoxa och familjen mätare. Inga underarter finns listade i Catalogue of Life.